# Meadowbrook Farm
Meadowbrook Farm – miasto w Stanach Zjednoczonych, w stanie Kentucky, w hrabstwie Jefferson.